# HMS Spearhead (P263)
HMS Spearhead foi um submarino da classe-S do terceiro lote construído para a Marinha Real Britânica durante a Segunda Guerra Mundial. Sobreviveu à guerra e foi vendida a Portugal.

## Design e descrição
Os últimos 17 barcos do terceiro lote foram significativamente modificados dos barcos anteriores. Eles tinham um casco mais forte, levaram mais combustível e seu armamento foi revisado. Os submarinos tiveram um comprimento de 217 pés (66,1 m) comprimento de fora a fora , uma boca de 23 pés 9 inches (7,2 m) e um calado de 14 pés 1 inch (4,3 m).

## Construção e carreira
HMS Spearhead foi construído pela Cammell Laird e lançado a 6 de julho de 1944. Até agora ele foi o único navio da Marinha Real Britânica a possuir o nome Spearhead. Spearhead sobreviveu à Segunda Guerra Mundial e foi vendido a Portugal em agosto de 1948 e foi renomeado como NRP Neptuno.